# Sinocrassula
Genre
Classification phylogénétique
Sinocrassula est un genre de plantes succulentes appartenant à la famille des Crassulaceae.
Le nom "Sinocrassula" signifie "Crassula de Chine".
Il est originaire de la province chinoise du Yunnan dans le sud de la Chine, ainsi que du nord de la Birmanie où il pousse entre 2 500 et 2 700 m d'altitude.

## Taxonomie

### Liste des espèces
- Sinocrassula densirosulata
- Sinocrassula indica
- Sinocrassula paoshingensis
- Sinocrassula yunnanensis, la plus répandue

### Synonymes
- Crassula yunnanensis (Franchet)
- Sedum indicum var. yunnanensis (Franchet)
- Sedum pyramidale (Franchet)
- Sedum pyramidatum (Franchet)

## Description
Sinocrassula se présente sous forme de rosettes très fournies de feuilles triangulaires allongées souples de couleur marron. Elle peut atteindre 20 cm de haut.
La plante est très buissonnante.
Il présente souvent des formes monstrueuses.
Les fleurs sont des inflorescences avec des tiges rouges et des fleurs blanches.

## Mode de culture
Les plantes demandent un sol bien drainé et une exposition ensoleillée ou en ombre légère. Elles supportent un emplacement moins lumineux, mais dans ce cas se développent moins.
Elle a besoin d'arrosages modérés, quasi nuls en hiver.
En été, on peut la sortir au jardin.
Les modes de reproduction les plus faciles sont la division des touffes et le bouturage de feuilles. Les plantes peuvent aussi être reproduites par semis.